# MEGAドン・キホーテUNY大口店

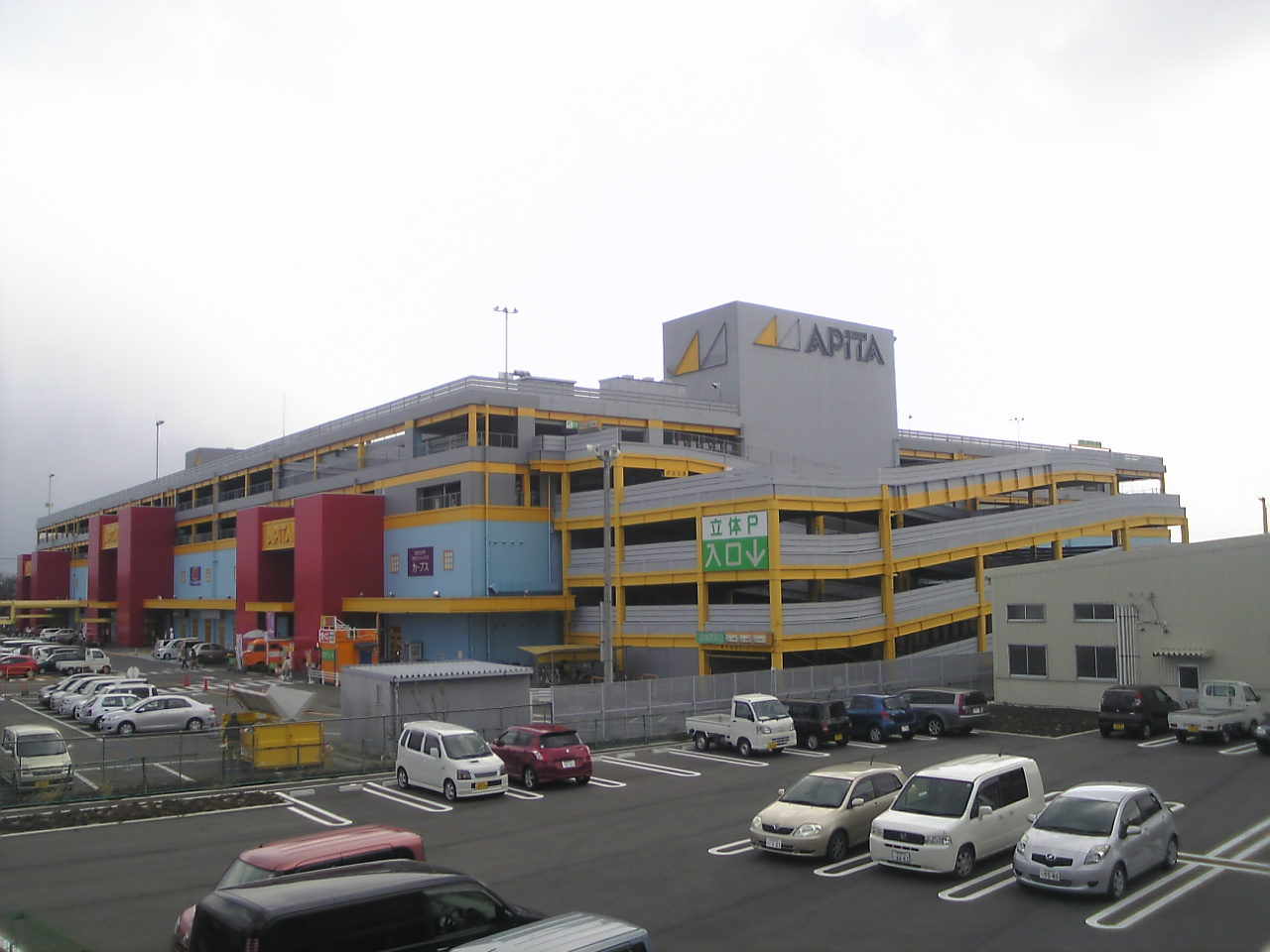
かつてのアピタ大口店

MEGAドン・キホーテUNY大口店（メガドンキホーテユニーおおぐちてん）は、愛知県丹羽郡大口町に所在するショッピングセンター。UDリテール株式会社が運営している。

## 概要
ヤマザキマザック、オークマ、トヨタ紡織など多くの工場が立地する工業地帯の大口町を中心とする尾張北部の市場を商圏とするショッピングセンターで、江南市古知野町の市街地にあった旧・ユニー江南店の閉店後、後継店舗として同興紡績工場跡地に『アピタ大口店』として1998年（平成10年）10月にオープンした。
その後、2003年（平成15年）には、イオンモール扶桑が開業するなど当店と商圏が競合する大型のショッピングモールが出現し、競争が激化していた。
2020年（令和2年）1月3日、ダブルネーム店舗への業態転換のため直営売場を一旦閉店。同年3月24日、UDリテール運営による『MEGAドン・キホーテUNY大口店』に業態転換し、リニューアルオープンした。リニューアルオープンに伴い神奈川県横浜市神奈川区に同名の店舗あるため、当該店舗については『MEGAドン・キホーテUNY横浜大口店』に改称した。
業態転換後の同店2階には、PPIHグループの初めての試みとなる、衣料品の余剰在庫を買い付け販売するオフプライスストアの一号店「オフプラMEGAドン・キホーテUNY大口店」（株式会社ドン・キホーテ運営）を導入したが、2021年（令和3年）1月24日をもって閉店した。なお、大口店以外に「オフプラ」業態は導入されなかった。
おおよその商圏は大口町、扶桑町、犬山市と、江南市の東部・南部、小牧市の西部・北部となっている。

## 主なテナント
- ミルフローラ
- キクチメガネ
- ザ・ダイソー
- マクドナルド
- サーティワン
- ロッテリア
- スガキヤ
- 新宿さぼてん

※ その他テナントはショップガイドを参照。

## 交通アクセス
- 名鉄犬山線 柏森駅下車、徒歩で約20分[2]。
- 東名高速道路・名神高速道路 小牧インターチェンジより車で約10分[2]。
- 柏森駅・江南駅などから大口町コミュニティバスも運行されている。

## 周辺
- 大口町役場
- ヤマザキマザック本社
- オークマ本社
- 東海理化本社
- 五条川（桜並木）